# Sium suave
Sium suave là một loài thực vật có hoa trong họ Hoa tán. Loài này được Walter miêu tả khoa học đầu tiên năm 1788.

## Hình ảnh

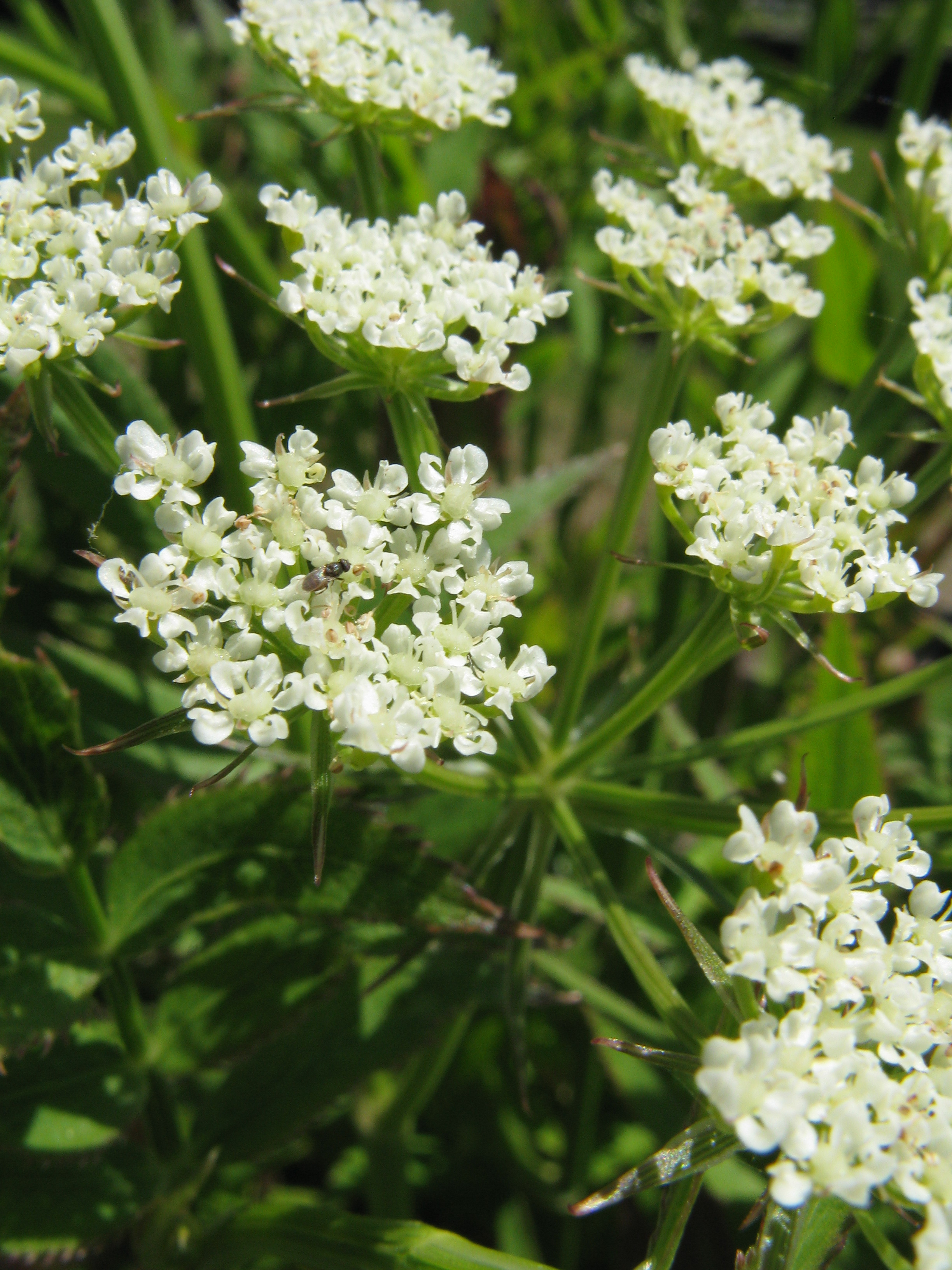
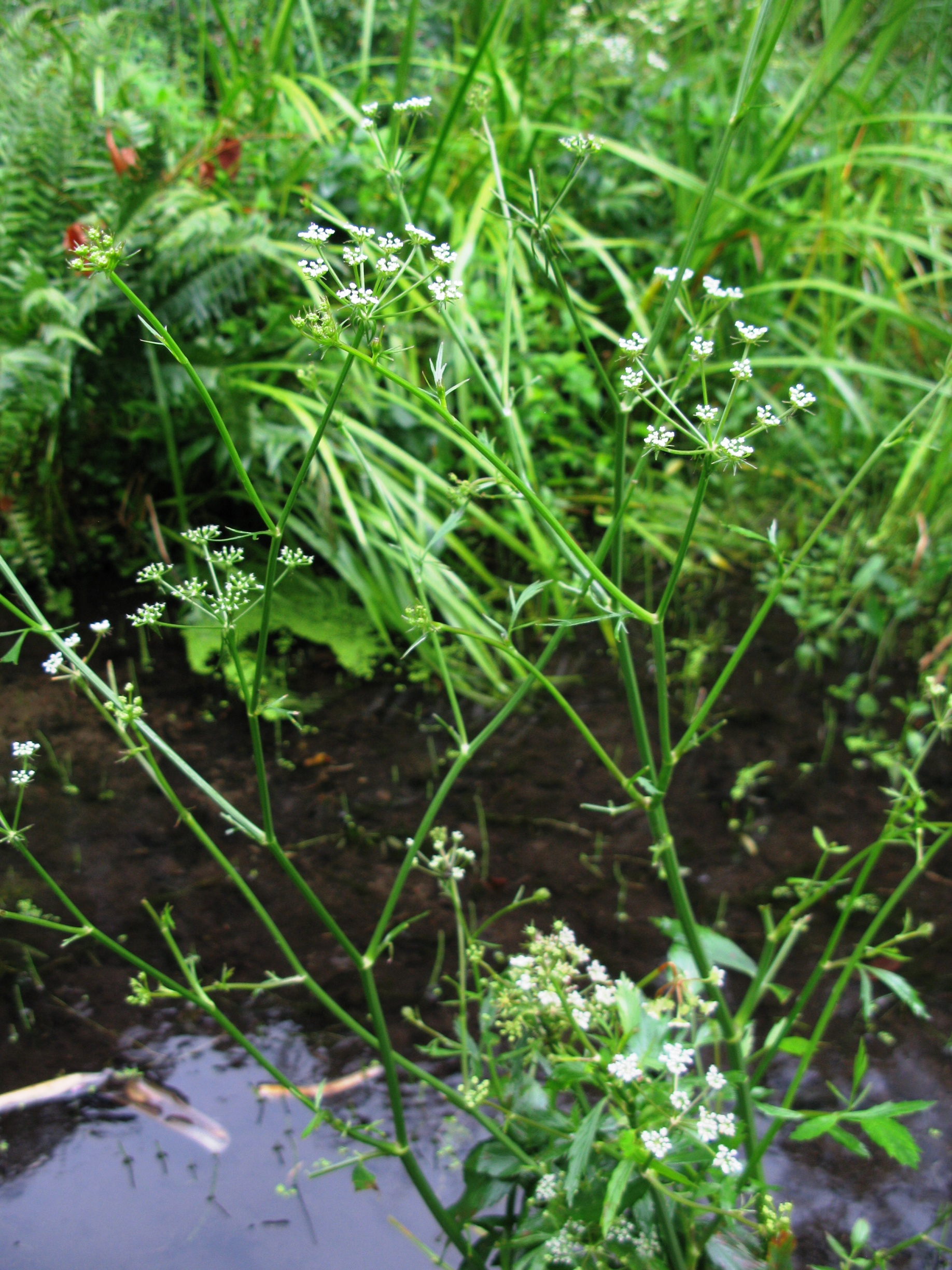
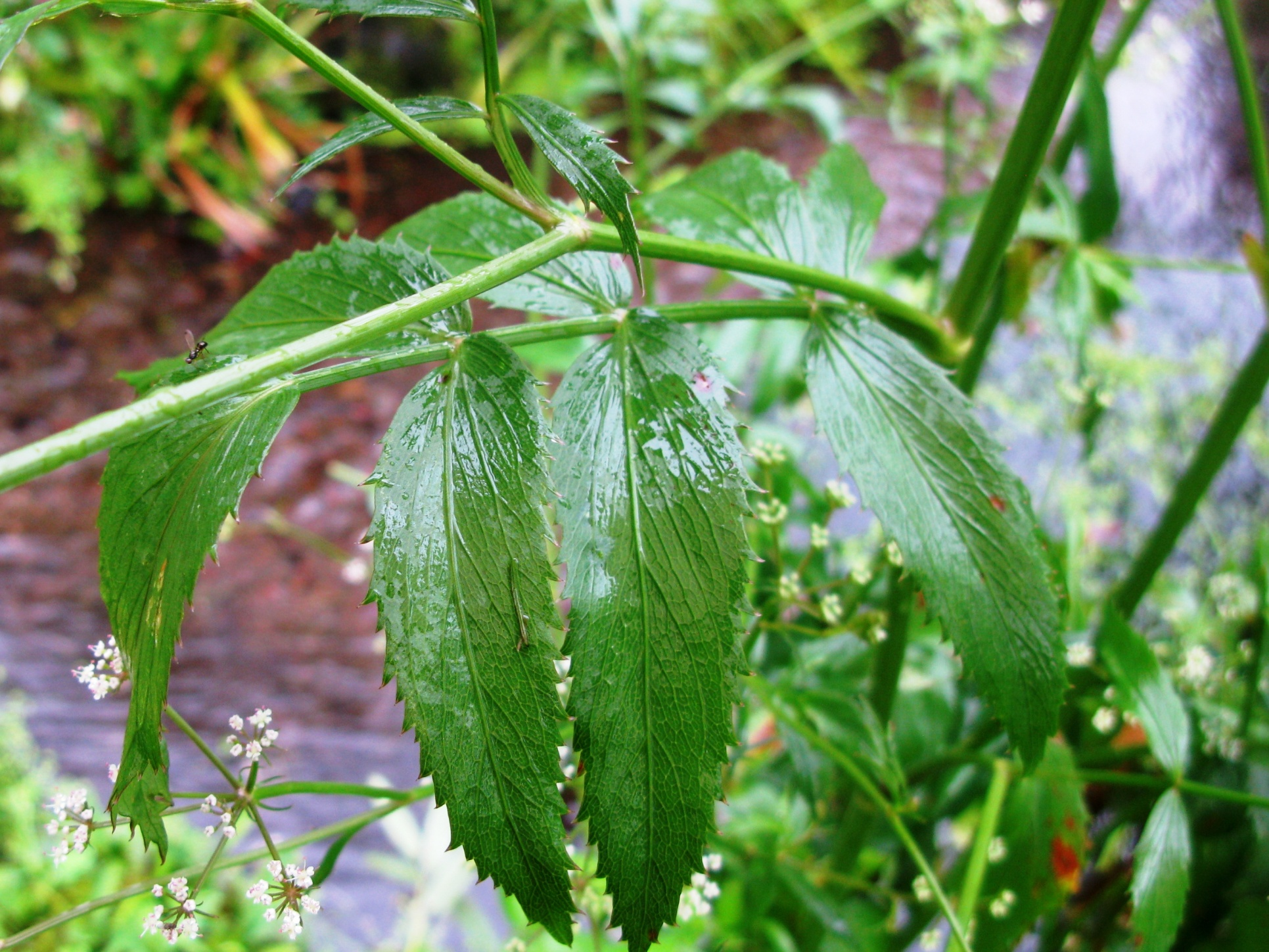
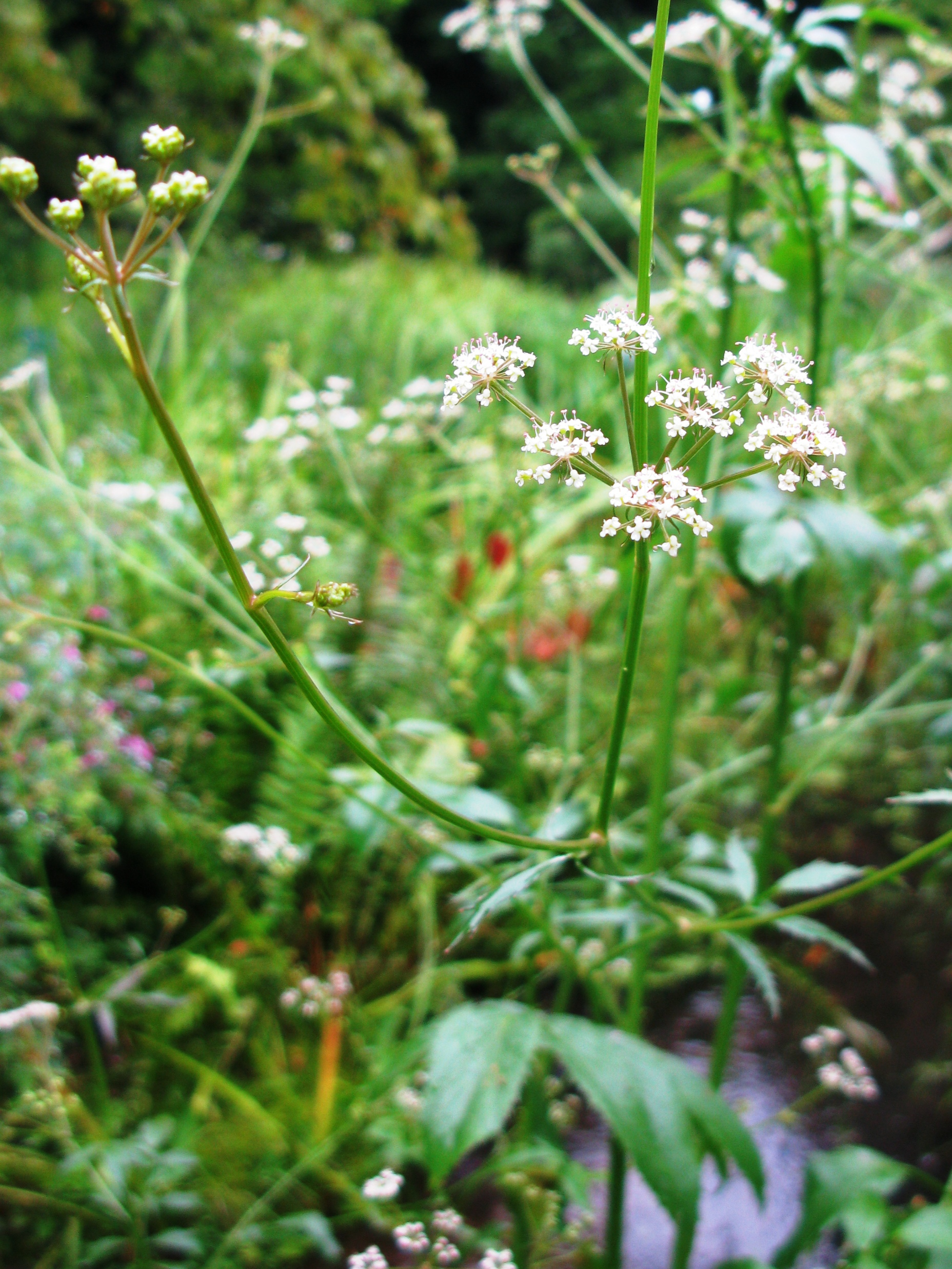